# Antoni Juściński
Antoni Juściński (ur. 13 czerwca 1858, zm. 30 maja 1930) herbu Ślepowron – polski ziemianin, działacz społeczny

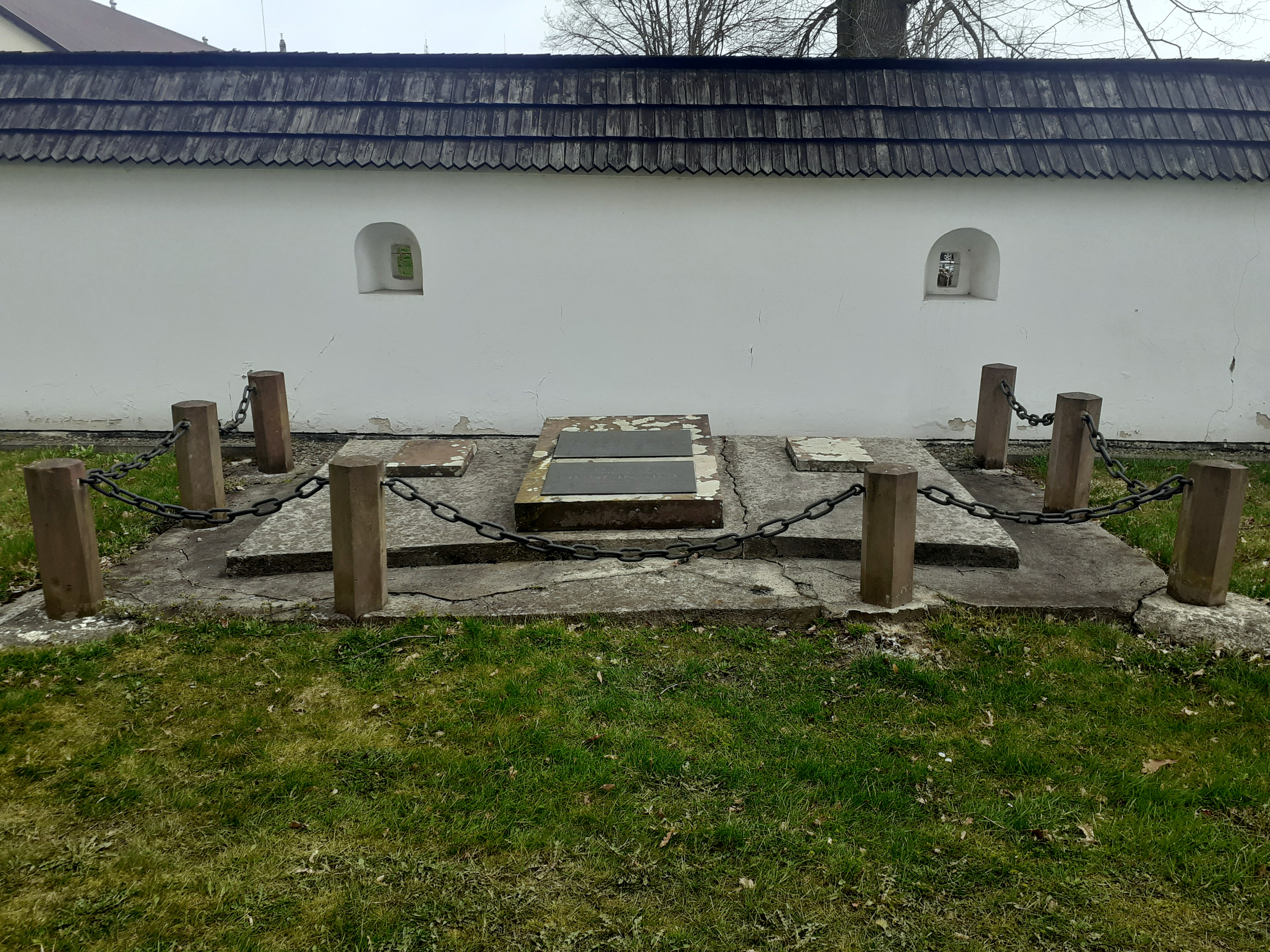
Grobowiec Juścińskich

## Życiorys
Legitymował się herbem szlacheckim Ślepowron. Posiadał majątek na ziemi rosyjskiej, który sprzedał i przybył do miejscowości Olszanica w Galicji. Tam jego żoną została Stefania, córka pochodzącego z Zakliczyna Józefa Jordana, właściciela dóbr Olszanica i Rudenka, marszałka powiatu liskiego. W 1905 wybudował nowy pałac w Olszanicy z przeznaczeniem na pensjonat wczasowy. W 1911 był detaksatorem oddziału okręgowego w Lesku Towarzystwa Kredytowego Ziemskiego z siedzibą we Lwowie. Pełnił funkcję przewodniczącego oddziału liskiego Towarzystwa Gospodarskiego.
Po odzyskaniu przez Polskę niepodległości w latach 20. nadal zamieszkiwał w Olszanicy. Był ziemianinem, działał społecznie. Był prezesem Okręgowego Towarzystwa Rolniczego w Lesku.
30 kwietnia 1927 został odznaczony Krzyżem Oficerskim Orderu Odrodzenia Polski „za pracę narodową i wydatne przyczynienie się do rozwoju rolnictwa”.
Został pochowany w grobowcu rodzinnym przy kościele św. Stanisława Biskupa w Uhercach Mineralnych. Spoczęła tam też jego żona Stefania z domu Jordan (1865-1936). Jego synem był inż. (Felicjan) Bohdan Juściński, ostatni właściciel dóbr olszanickich i podobnie jak ojciec, również prezes OTR.